# Утрине
Утрине (серб. Утрине, угор. Törökfalu) — село в Сербії, належить до общини Ада Північно-Банатського округу автономного краю Воєводина. Село населене переважно угорцями.